# ホンゴウソウ科
ホンゴウソウ科 (ホンゴウソウか、Triuridaceae) は単子葉植物に属す科。APG植物分類体系ではタコノキ目に入れる。世界の熱帯を中心に少なくとも40種があり、8属前後に分けられる。いずれも小型の腐生植物で葉緑素はなく、森林内に生える。花は多くは単性で、雌蕊は多数が離生し果実は集合果となる特徴がある。日本では主に西日本にホンゴウソウ、ウエマツソウなどホンゴウソウ属の10種1変種が知られる。
2015年10月、屋久島で見つかった腐生植物は新種と確認され、ヤクシマソウ（Sciaphila yakushimensis）の名がついた。

## 分類
日本産ホンゴウソウ属 Sciaphila
- Sciaphila nana ホンゴウソウ - 宮城県以西
- Sciaphila tenella タカクマソウ - 九州以南
- Sciaphila multiflora イシガキソウ - 石垣島以南
- Sciaphila megastyla タナカソウ
- Sciaphila tosaensis ウエマツソウ
- Sciaphila kozushimensis
- Sciaphila corniculata ノソコソウ - 沖縄本島、石垣島、西表島
- Sciaphila yakushimensis ヤクシマソウ
- Sciaphila yakushimensis var. okinawensis オキナワソウ
- Sciaphila ramosa スズフリホンゴウソウ - 小笠原
- Sciaphila sugimotoi オモトソウ - 石垣島、蘭嶼